# دايغو نيشي
دايجو نيشي (باليابانية: 西 大伍) (مواليد 28 أغسطس 1987) هو لاعب كرة قدم ياباني يلعب حاليا لصالح فيسيل كوبه. سبق أن لعب مع كاشيما أنتلرز في الدوري الياباني الممتاز. يلعب مع منتخب اليابان لكرة القدم منذ عام 2011.

## وصلات خارجية
- دايغو نيشي على موقع الاتحاد الدولي (مؤرشف)  (الإنجليزية)
- دايغو نيشي على موقع رابطة كرة القدم اليابانية للمحترفين (اليابانية)
- دايغو نيشي على موقع قاعدة بيانات كرة القدم.إي يو (الإنجليزية)
- دايغو نيشي على موقع ناشيونال فوتبول تيمز (الإنجليزية)
- دايغو نيشي على موقع Soccerway.com (الإنجليزية)
- دايغو نيشي على موقع عالم كرة القدم.نت (الإنجليزية)
- دايغو نيشي على موقع كووورة
- دايغو نيشي على موقع AS.com (الإسبانية)
- National Football Teams
- Japan National Football Team Database